# Кормере
Кормере (фр. Cormeray) насеље је и општина у централној Француској у региону Центар (регион), у департману Лоар и Шер која припада префектури Блоа.
По подацима из 2011. године у општини је живело 1560 становника, а густина насељености је износила 151,31 становника/km². Општина се простире на површини од 10,31 km². Налази се на средњој надморској висини од 106 метара (максималној 109 m, а минималној 91 m).

## Демографија
| 1962. | 1968. | 1975. | 1982. | 1990. | 1999. | 2011. |
| ----- | ----- | ----- | ----- | ----- | ----- | ----- |
| 711   | 650   | 524   | 781   | 917   | 1.038 | 1.560 |

График промене броја становника у току последњих година